# Bầu (thực vật)
Bầu, tên khoa học Lagenaria siceraria, là một loài thực vật có hoa trong họ Bầu bí (Cucurbitaceae). Loài này được (Molina) Standl. miêu tả khoa học đầu tiên năm 1930.

## Mô tả
Dây leo thân thảo có tua cuốn phân nhánh, phủ nhiều lông mềm màu trắng. Lá hình tim rộng, không xẻ thùy hoặc xẻ thùy rộng, có lông mịn như nhung màu trắng; cuống có 2 tuyến ở đỉnh. Hoa đơn tính cùng gốc, to, màu trắng, có cuống hoa dài tới 20 cm. Quả mọng màu xanh dợt hay đậm, có hình dạng khác nhau hoặc tròn, dài thẳng hoặc thắt eo, vỏ già cứng hoá gỗ, thịt trắng. Hạt trắng, dài 1,5 cm.

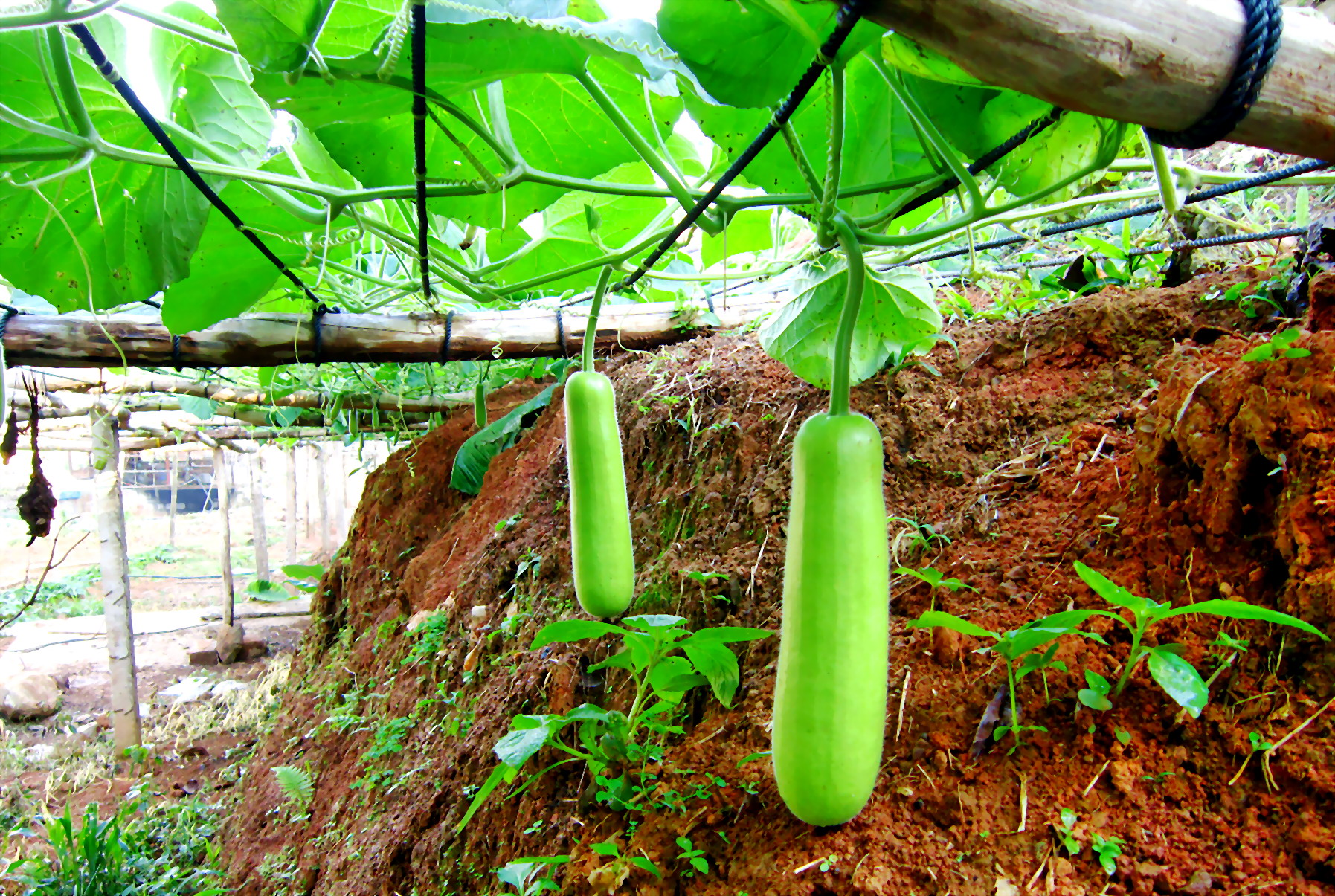
Một giàn bầu dài hình trụ, vỏ xanh trơn

Có nhiều thứ được trồng, khác nhau bởi hình dạng và kích thước của quả, như:
- Có quả hình trụ, dài (có khi dài đến 1m), và vỏ có đốm (bầu sao).
- Có quả hình trụ tương tự như bầu sao nhưng vỏ không có đốm. Đây là loại phổ biến ở Việt Nam (xem ảnh bên và ảnh nhỏ 2).
- Có quả thắt co lại như bầu rượu (bầu nậm); loại này để chín già có thể làm bình đựng nước, đựng rượu, làm đàn bầu.
- Có quả đặc ruột. Đây là loại giống mới ở Việt Nam, cho năng suất, hiệu quả cao. Người dân vừa bán được ngọn, hoa bầu, vừa bán được quả.

## Thành phần hoá học
Quả tươi chứa 95% nước, 0,5% protid, 2,9% glucid, 1% cellulos, 21 mg% calcium, 25% phosphor, 0,2 mg% sắt và các vitamin: caroten 0,02 mg%, vitamin B1: 0,02 mg%, vitamin B2 0,03 mg%, vitamin PP 0,40 mg% và vitamin C 12 mg%. Trong quả còn có saponin. Quả bầu là nguồn tốt về vitamin B và vitamin C. Nhân hạt già chứa tới 45% dầu béo.

## Tính vị, công dụng
Quả bầu có vị ngọt, tính lạnh, có tác dụng giải nhiệt, giải độc, thông tiểu, tiêu thủng, trừ ngứa. Lá bầu có vị ngọt, tính bình. Tua cuốn và hoa bầu có tác dụng giải nhiệt độc. Còn có thứ bầu đắng, tính lạnh, hơi độc, có tác dụng lợi tiểu, thông đái dắt, tiêu thủng.
Bầu ngày nay đã được trồng phổ biến ở các vùng nóng trên thế giới. Quả bầu non thường được dùng để nấu canh, luộc hoặc xào... Lá non cũng có thể luộc để làm rau ăn.

## Gieo trồng

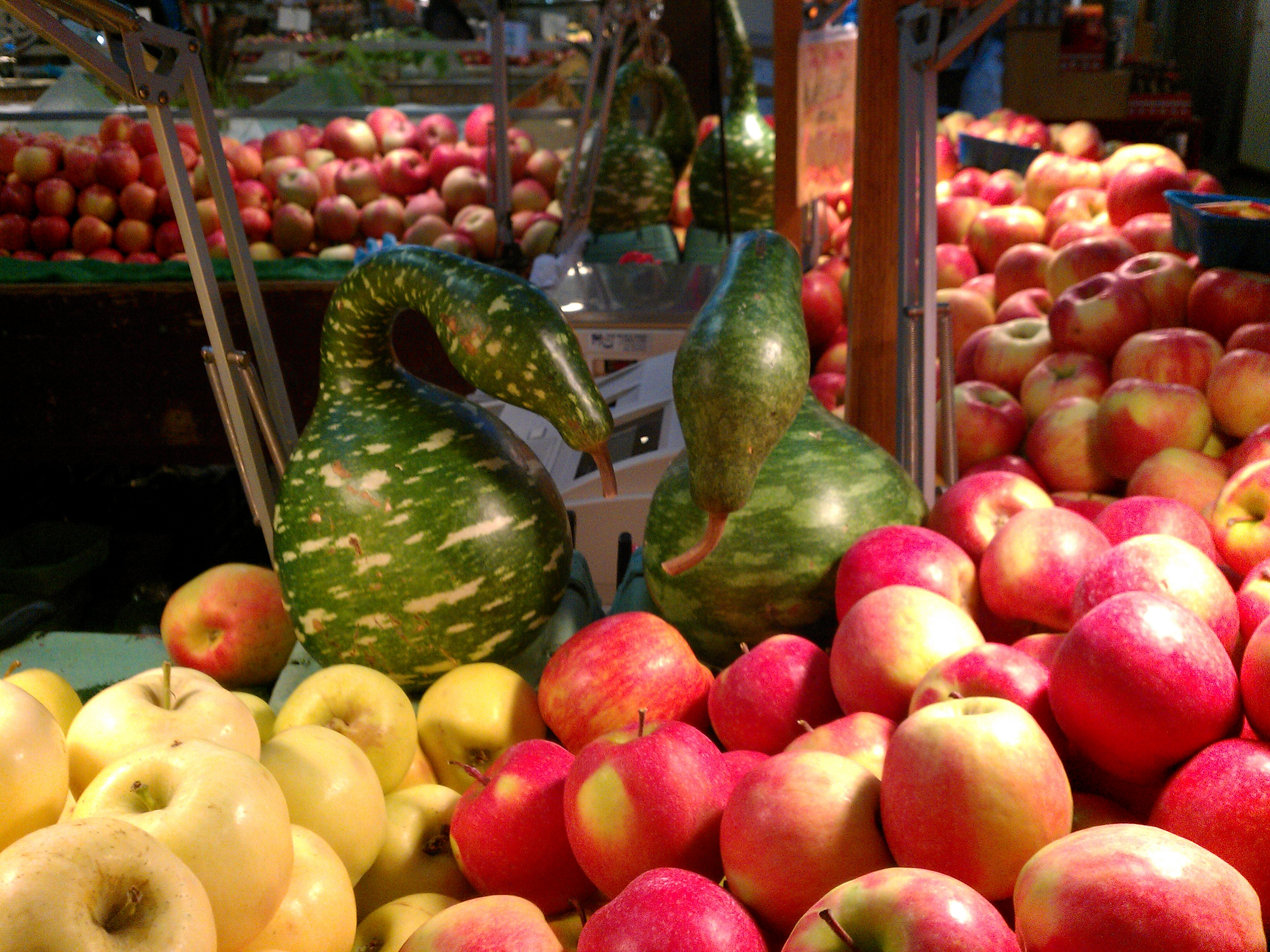
Bầu với hình dáng độc đáo như một chú ngỗng

Bầu mọc rất khoẻ, sinh nhiều rễ phụ ở các đốt thân. Bầu ưa đất cao ráo. Vì Vì bầu là loài dây leo, nên người ta thường làm giàn cho nó. Nếu trồng đúng thời vụ (tháng 10) và chăm sóc tốt, bầu cho nhiều quả, ít ruột, năng suất cao. Nếu ăn quả lúc còn non, hạt nhỏ, vỏ mềm; nếu để già thì nạc có vị chua và có xơ. Người ta cắt bầu thành khoanh, gọt bỏ vỏ cứng, loại bỏ hạt già, rồi thái miếng nhỏ dựng tươi, có khi đem phơi khô để cất dành. Hạt thu hái ở quả già, phơi khô .

## Trong văn hóa

### Trung Quốc
- Hồ lô biến

### Ca dao Việt Nam

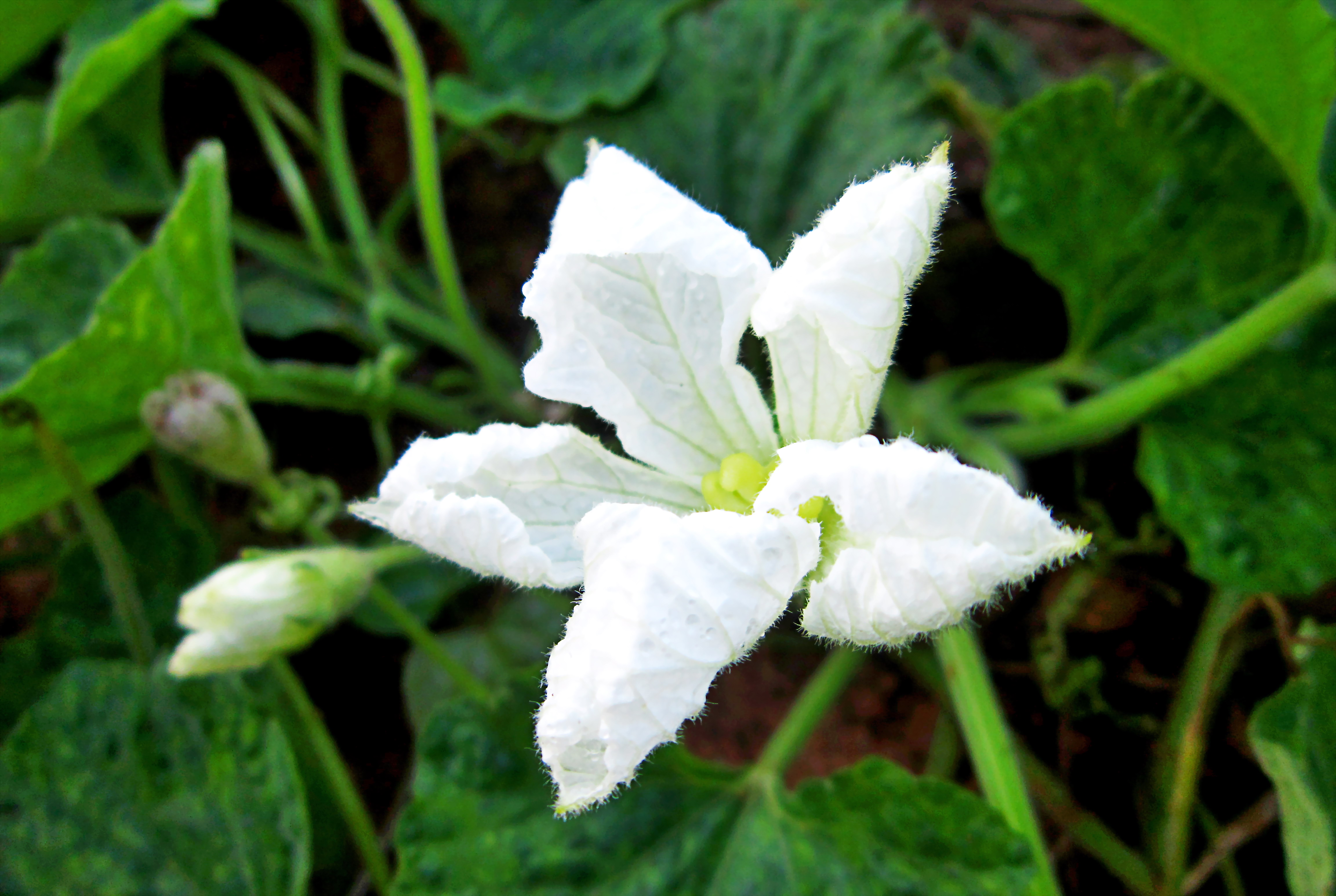
Hoa bầu

Nói về hạnh phúc của đôi vợ chồng nghèo, có câu: 
Râu tôm nấu với ruột bầu
Chồng chan, vợ húp gật đầu khen ngon.
Nhắc nhở con người hãy nghĩ lấy tình tương thân, tương ái thì có câu:
Bầu ơi thương lấy bí cùng
Tuy rằng khác giống nhưng chung một giàn.

## Một vài hình ảnh

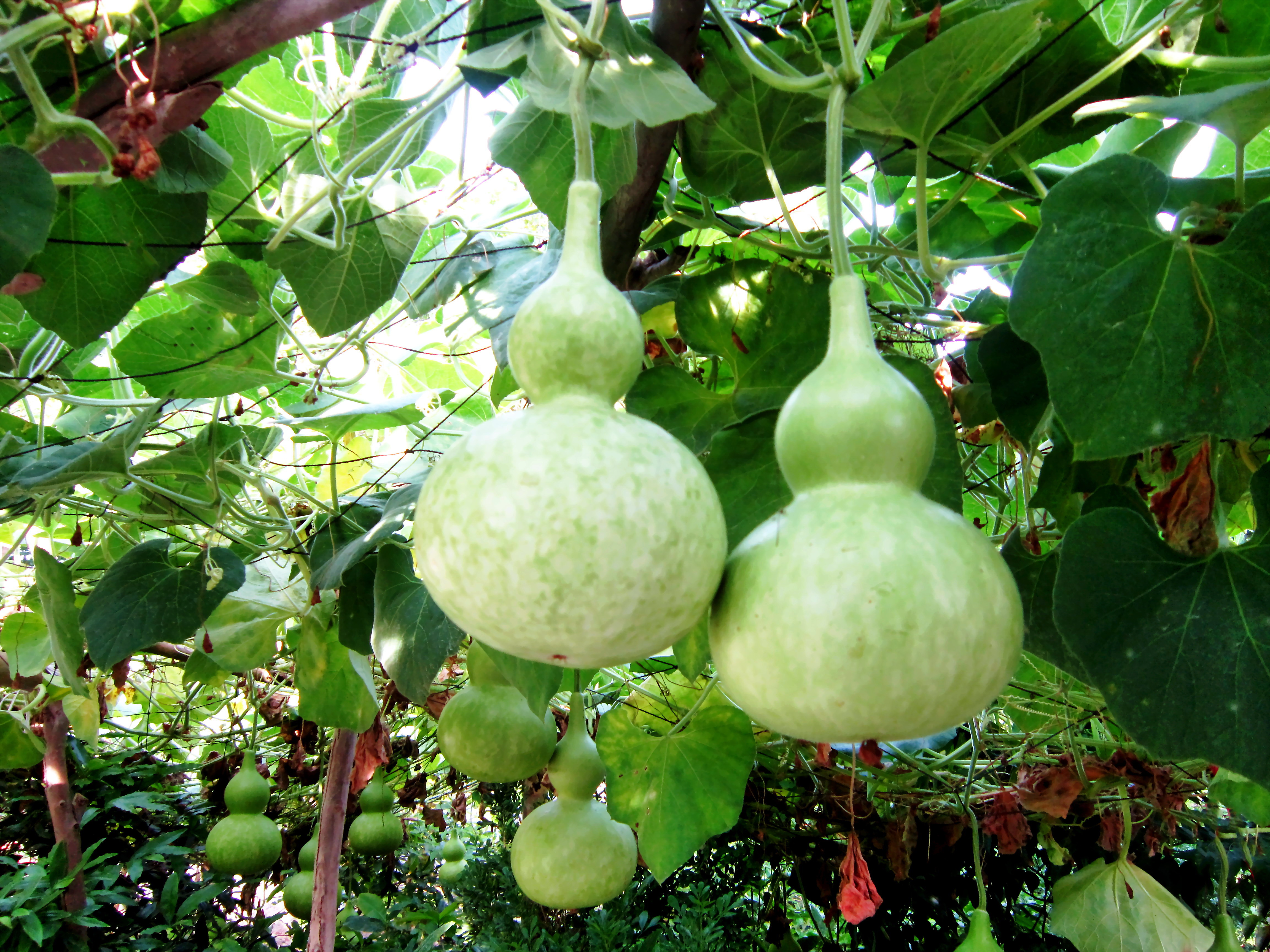
Một giàn bầu nậm
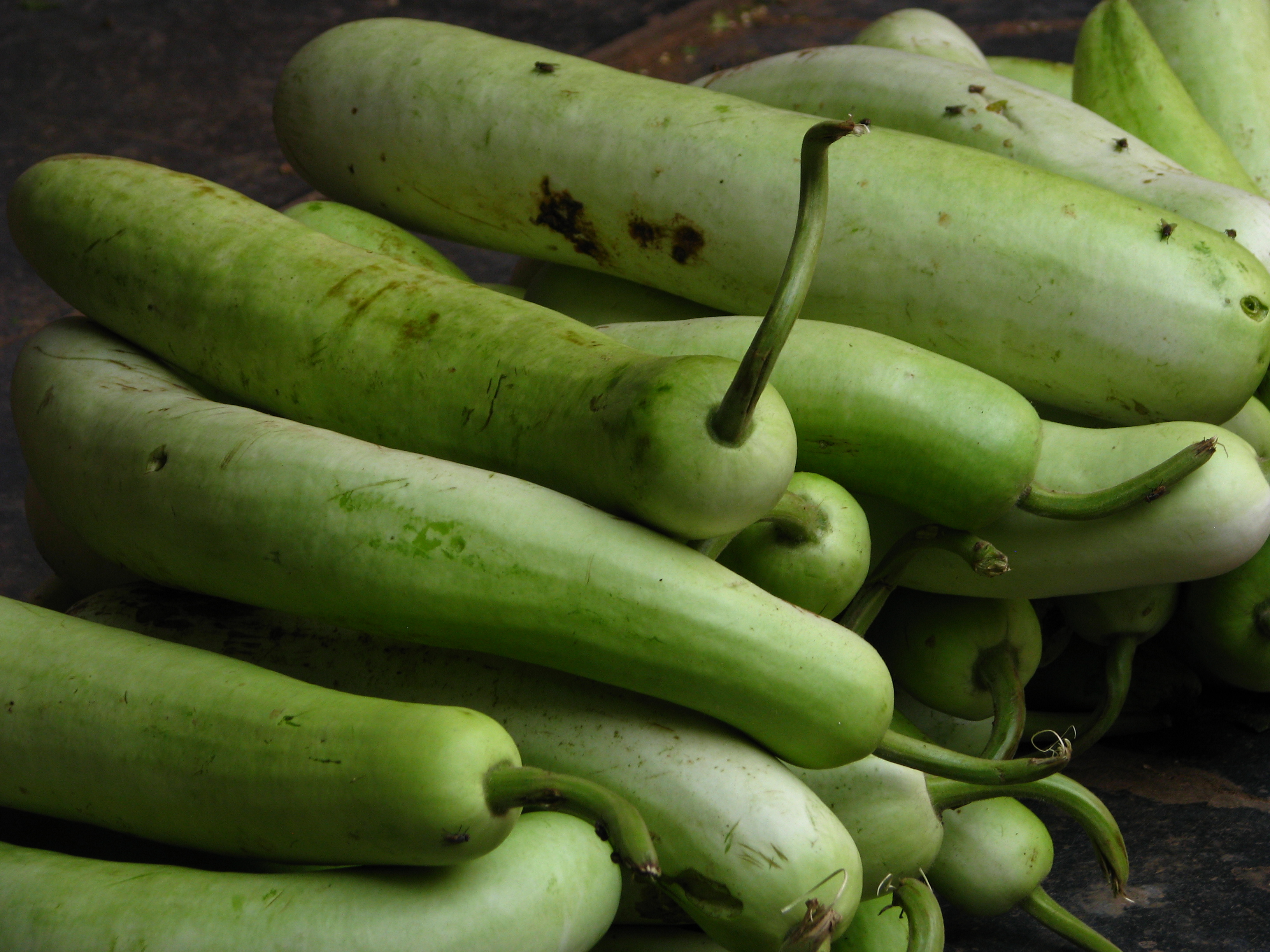
Những trái bầu dài hình trụ, vỏ xanh trơn.
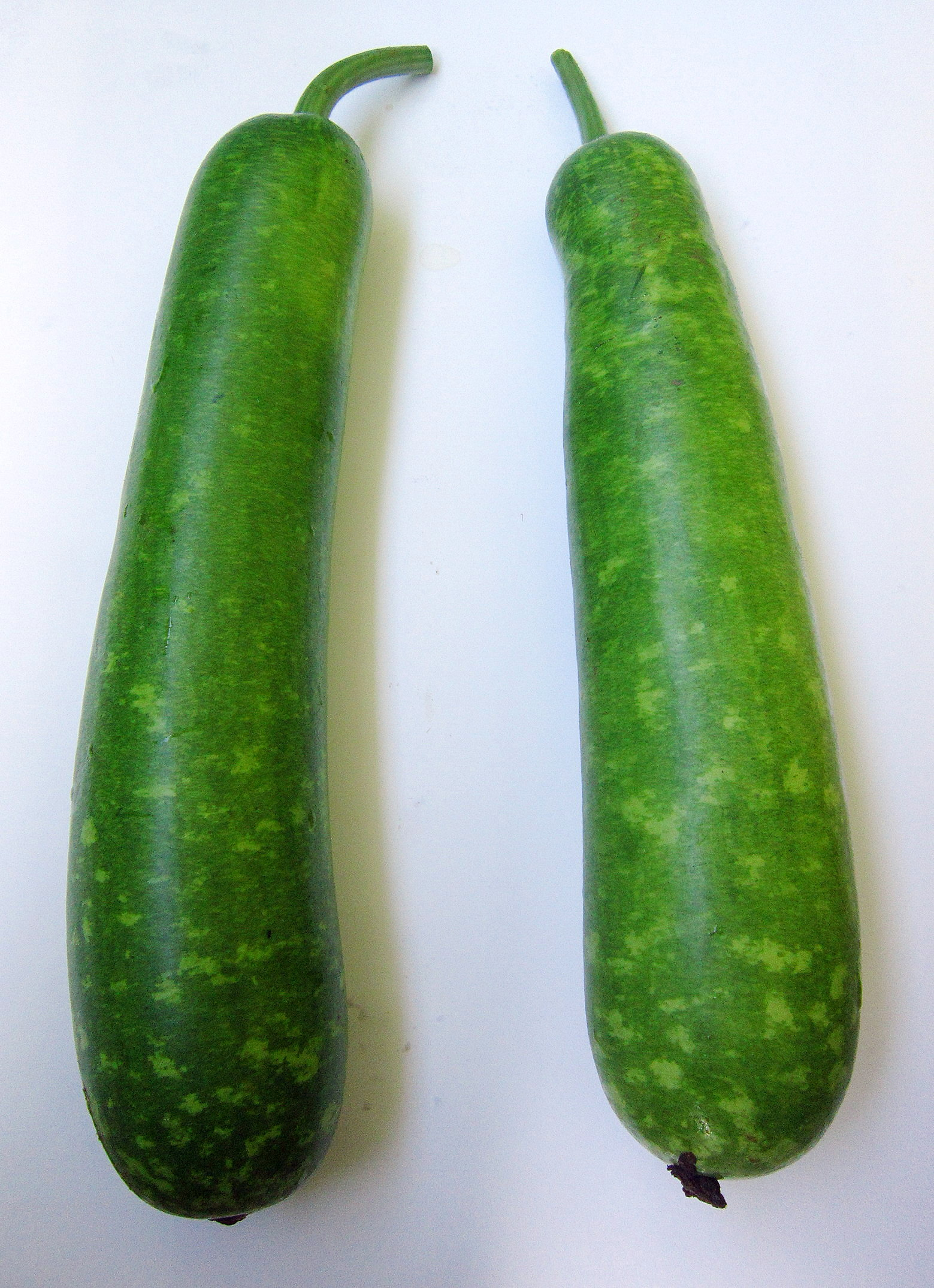
Bầu sao
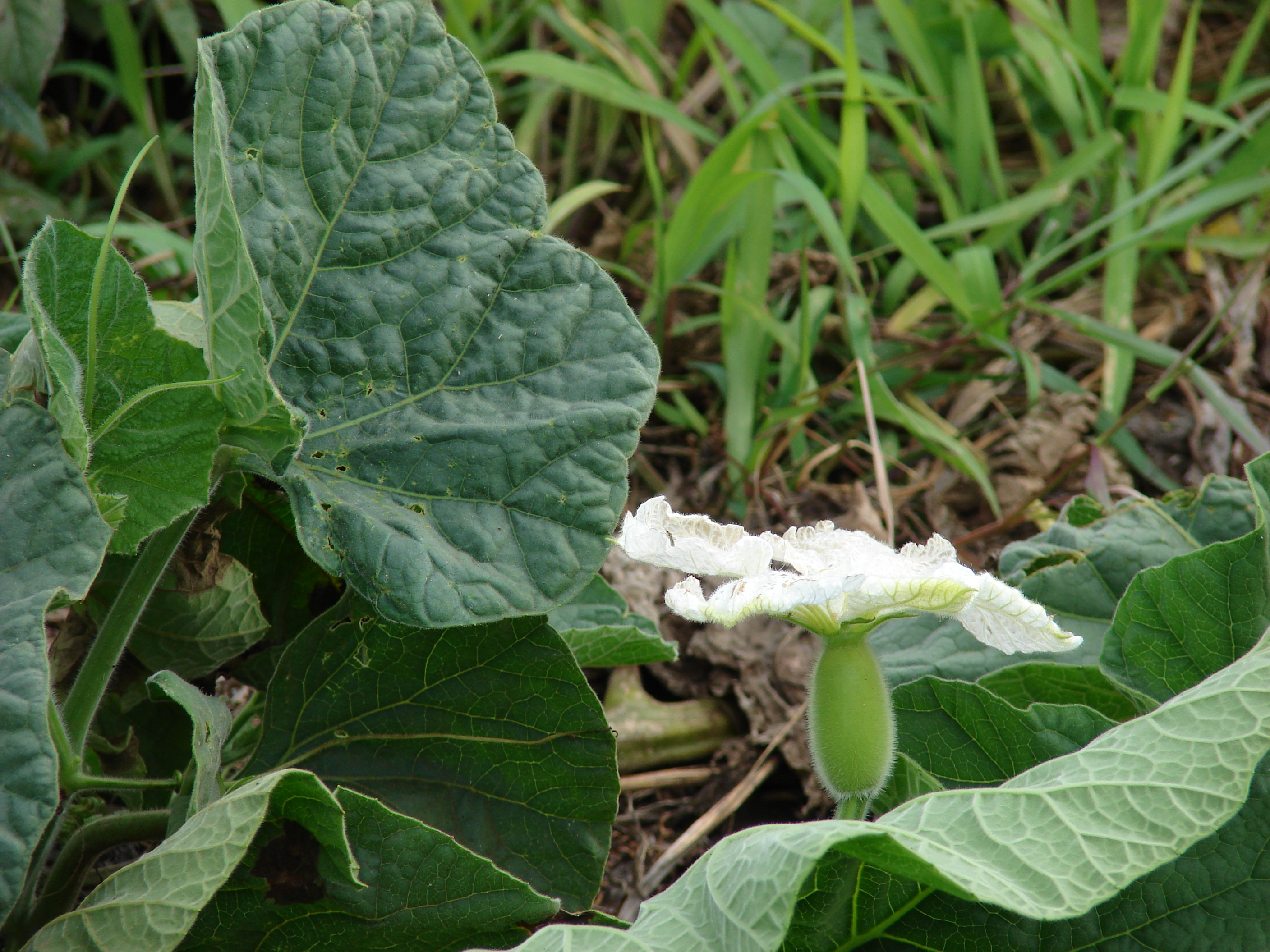
Hoa bầu
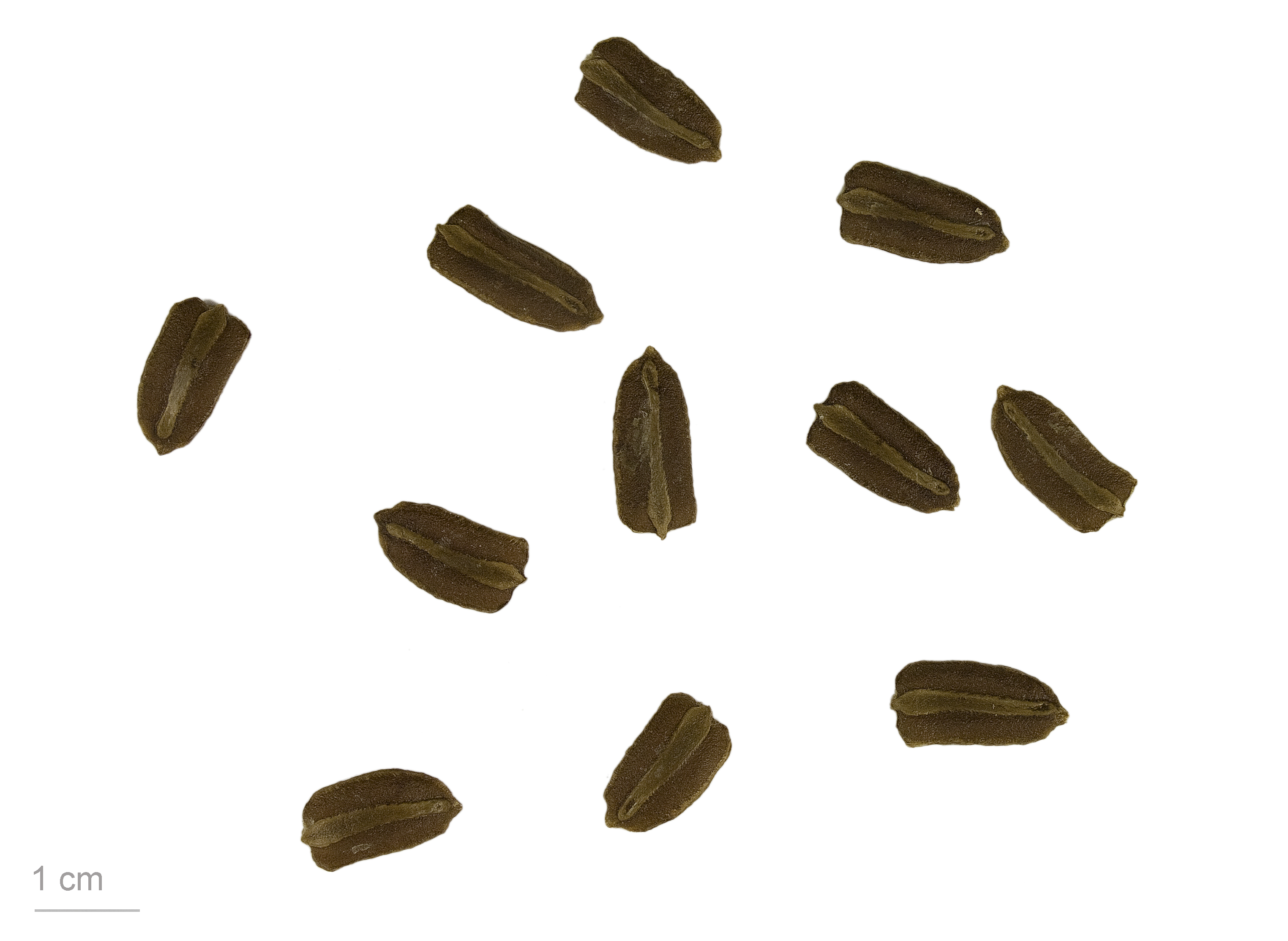
Hạt bầu khô